# Wali Djantang
Wali Djantang ( ou Waly Diantang, en arabe : والي دجانتانغ) est une commune rurale du sud de la Mauritanie, située dans le département de Maghama de la région de Gorgol.

## Géographie
La commune de Wali Djantang est située au sud dans la région de Gorgol et elle s'étend sur 75 km2.
Elle est délimitée au nord par la commune de Daw, à l’est par la commune de Toulel, au sud-est par la commune de Sagné, au sud et à l'ouest par le fleuve Sénégal, qui constitue la frontière avec le Sénégal.
La principale localité de la commune est la petite ville de Wali Djantang. Elle est divisée en deux et située le long du fleuve Sénégal.

## Histoire
Wali Djantang a été érigée en commune par l'ordonnance du 20 octobre 1987 instituant les communes de Mauritanie.

## Démographie
Lors du Recensement général de la population et de l'habitat (RGPH) de 2000, Wali Djantang comptait 8 833 habitants.
Lors du RGPH de 2013, la commune en comptait 12 026, soit une croissance annuelle de 2,5 % sur 13 ans.

## Administration

### Liste des maires
| Période                                  | Période | Identité          | Étiquette | Qualité |
| ---------------------------------------- | ------- | ----------------- | --------- | ------- |
| Les données manquantes sont à compléter. |         |                   |           |         |
| 1988                                     | 2013    | Ba Mamadou M'Baré |           |         |
| 2013                                     | 2018    | Ba Louty          |           |         |
| 2018                                     | 2023    | Oumar Gorbal Sy   |           |         |

Ba Mamadou M'Baré, ancien président du Sénat mauritanien et président de la République par intérim, a été maire de Wali Djantang de 1988 à sa mort en 2013. Ba Louty est ensuite devenu maire jusqu'en 2018 puis a été remplacé par Oumar Gorbal Sy, maire actuel de Wali Djantang.

## Économie
L'agriculture est au centre de l'économie de Wali Djantang, comme quasiment toutes les communes de la région. Mais cette économie est fragile car elle rencontre des obstacles à son développement, notamment les conditions climatiques ou le manque de moyens des agriculteurs. Pour faire face à ces obstacles, l'état ou différentes ONG financent des projets qui améliorent les conditions de vie des habitants.